# Šplhavci
Šplhavci (Piciformes) jsou rozsáhlý řád ptáků, jehož zástupci jsou rozšířeni po většině kontinentech kromě Austrálie a Antarktidy. K nejznámějším zástupcům řádu patří strakapoudi, datli a tukani. 

## Systematika
Tento rozsáhlý řád zahrnuje kolem 450 druhů ptáků, z nichž nejpočetnější čeleď datlovitých tvoří zhruba polovinu z nich. Vnitřní systematika řádu je předmětem probíhajících vědeckých debat a výzkumů. Zásadní bylo hlavně rozpadnutí původně parafyletické čeledi vousákovití (Capitonidae) do čeledí Lybiidae, Megalaimidae a Semnornithidae. Moderní taxonomie řadí ke šplhavcům následujících 9 čeledi:
- leskovcovití (Galbulidae)
- lenivkovití (Bucconidae)
- vousákovití (Capitonidae)
- Semnornithidae
- tukanovití (Ramphastidae)
- Megalaimidae
- Lybiidae
- medozvěstkovití (Indicatoridae)
- datlovití (Picidae)

## Popis
Šplhavci mají obvykle nápadný zobák: ten však může nabývat různých forem zejména v závislosti na typu přijímané potravy. Zatímco datlovití mají zobák obvykle dlouhý a ostrý, protože jim slouží k tesání do dřeva, vousákovití se živí živočišnou potravou, a mají tak spíše tlustý zobák. Tukani mají notoricky známý velký zobák, určený k získávání plodů a manipulaci s nimi.
Ti šplhavci, kteří se živí hmyzem, mají dlouhý jazyk s malými háčky. Prsty jsou u některých známých druhů přizpůsobené ke šplhání po svislých kmenech. Dva prsty v tom případě směřují dopředu a dva dozadu. Jejich silný a pružný ocas jim poskytuje oporu při šplhání a tlumí údery zobáku.

## Rozšíření
Šplhavci obývají celý svět kromě Austrálie a Antarktidy. Žijí hlavně v lesích. V ČR žije 10 druhů; všechny druhy jsou chráněné.